# بركة المعظم
بركة المعظم بركة ماء أمر بحفرها المعظم الأيوبي سنة 611 هـ على درب الحج الذي يمر بتبوك والعلا وإليه يُنتسب اسمها، وهي أكبر البرك في دروب الحج القديمة ويبلغ عمرها 817 سنة. لاتزال باقية حتى الآن ويستفاد من مياؤها في سقاية المواشي، حيث شيدت على ضفاف البركة قلعة المعظم لحمايتها من انتهاكات الحروب السائدة في تلك الفترة.

## تاريخ
أثناء حج الملك العظم ابن العادل سنة 611 هجرية سلك طريق تبوك والعلا للوصول إلى مكة، وقبل الوصول إلى مكة توقف لبناء البركة مع قافلته وبرفقته ابن موسك مملوك أبيه وعز الدين أستاذ داره.

## الوصف
بنيت البركة بناء محكما وهذا ما دل عليه صمودها، حيث بنيت بالحجر المشتق من الجبل المجاور لها والجص والنورة، ويبلغ طول ضلعها 60 م وهي مصممة بطريقة تسمح لدخول السيول من جهاتها الأربع في أيام الأمطار، ومبني على سورها مسلتين موجودة الآن في المتحف الوطني بالرياض مزخرفة برسوم ونقوش تقول أن هذا العمل يراد به عمارة الحرمين وسقاية الحاج، وتحدد تاريخ تجديد البركة الذي يؤرخ بالسابع من شهر ربيع الآخر سنة 767هـ.

## حماية البركة
من المآسي التي لحقت ببركة المعظم هي حادثة اعتراض أمير العرب ملحم للحجاج، وقطع النخيل وألقاه بالبركة وملأها بالحنظل المدقوق والفطايس، أدت هذه الحادثة إلى هلاك الكثير من الحجاج عطشا في سنة 937 هجرية. وفي سنة 1031هجرية أمر السلطان العثماني عثمان الثاني ببناء قلعة المعظم لحماية البركة من المفسدين ولتكون واحة امداد في الطريق البري بين تبوك والعلا والمؤدي إلى مكة.